# Enhalus acoroides
Enhalus es un género monotípico de plantas acuáticas de la familia Hydrocharitaceae. Su única especie, Enhalus acoroides (L.f.) Royle, Ill. Bot. Himal. Mts. 1: 377 (1839), es originaria de Somalia, hasta el norte de Mozambique, SW. península arábiga, Océano Índico hasta el oeste del Pacífico.

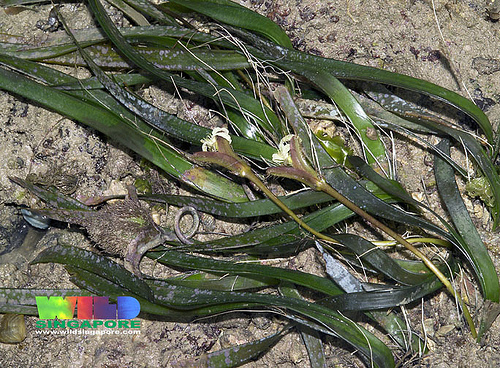
Vista de la planta

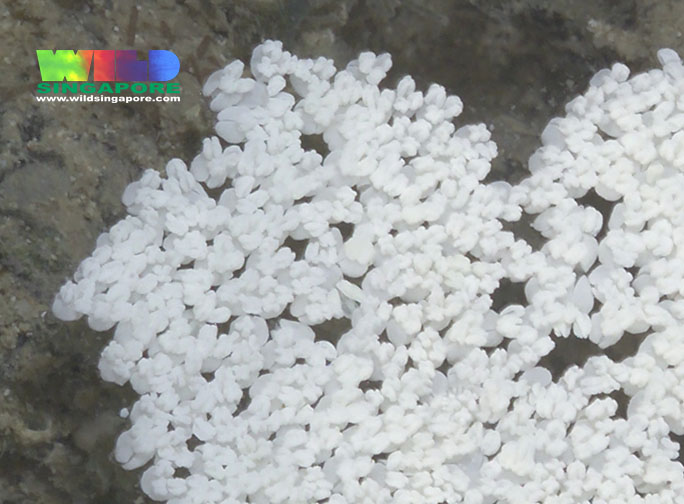
Flores masculinas

## Descripción
Es una planta acuática herbácea marina sumergida; con rizoma robusto, con persistentes restos fibrosos de las vainas foliares. Hojas 2-6,  lineal o en forma de cinta,  revestimiento en la base, con muchas venas paralelas, desiguales en el ápice. Plantas dioicas; flores unisexuales. Inflorescencia masculina poco pedunculada, rodeado por 2 brácteas espatácea; flores numerosas, diminutas, poco pediceladas, rompiendo justo antes de la floración, flotando en la superficie del agua en la madurez; tépalos reflexos; estambres 3; anteras subsésil; granos de polen muy grandes. Inflorescencia femenina 1-florecido, con un pedúnculo largo, envueltos por 2 brácteas apenas fusionadas, fuertemente aquillada; sépalos estrechamente elípticas; pétalos lineales; carpelos 6, fusionados; estilos 6, bífido. Frutas irregularmente dehiscentes. Semillas pocas.

## Distribución
Una de las especies: ampliamente distribuido a lo largo de las costas de los océanos Índico y Pacífico.

## Taxonomía
Enhalus acoroides fue descrita por (L.f.) Royle y publicado en Illustrations of the Botany ... of the Himalayan Mountains ... 1: 377. 1839.
Sinonimia
- Stratiotes acoroides L.f., Suppl. Pl.: 268 (1782).
- Enhalus koenigii Rich., Mém. Cl. Sci. Math. Inst. Natl. France 12(2): 78 (1814).
- Vallisneria sphaerocarpa Blanco, Fl. Filip.: 780 (1837).
- Enhalus marinus Griff., Not. Pl. Asiat. 3: 178 (1851).[3]